# ایلیوشین ایل-۳۲
ایلیوشین-۳۲ (به انگلیسی: Ilyushin Il-32) یک هواپیمای ساختِ کارخانهٔ ایلیوشین در کشور اتحاد جماهیر سوسیالیستی شوروی است. این هواپیما در ۲۰ اوت ۱۹۴۸ میلادی نخستین پرواز خود را انجام داد.